# Lukáš Pleško
Lukáš Pleško (Plzeň, 21 maggio 1977) è un ex calciatore ceco, di ruolo difensore.
Terzino o esterno sinistro, vanta quasi 400 presenze tra i professionisti.